# وارنر (أوكلاهوما)
وارنر (بالإنجليزية: Warner town, Oklahoma)‏ هي بلدة تقع بولاية أوكلاهوما في الولايات المتحدة. تبلغ مساحتها 5.13 كم2، وترتفع عن سطح البحر 176 م، بلغ عدد سكانها 1,641 نسمة في عام 2010 حسب إحصاء مكتب تعداد الولايات المتحدة وتصل الكثافة السكانية فيها 319.9 نسمة لكل كيلومتر مربع (828.5/ميل2).

## التركيبة السكانية
حدّد مكتب تعداد الولايات المتحدة بيانات التركيبة السكانية لوارنر في تعداد الولايات المتحدة. في ما يلي، التركيبة السكانية حسب تعدادي 2000 و2010.

### تعداد عام 2000
بلغ عدد سكان وارنر 1,430 نسمة بحسب تعداد عام 2000، وبلغ عدد الأسر 509 أسرة وعدد العائلات 344 عائلة مقيمة في البلدة. في حين سجلت الكثافة السكانية 278.8 نسمة لكل كيلومتر مربع (722.1/ميل2). وبلغ عدد الوحدات السكنية 636 وحدة بمتوسط كثافة قدره 124 لكل كيلومتر مربع (321.2/ميل2).
وتوزع التركيب العرقي للبلدة بنسبة 65.31% من البيض و3.99% من الأمريكيين الأفارقة و24.06% من الأمريكيين الأصليين و0.77% من الأعراق الأخرى و5.87% من عرقين مختلطين أو أكثر و2.38% من الهسبانيون أو اللاتينيون من أي عرق.
بلغ عدد الأسر 509 أسرة كانت نسبة 35.4% منها لديها أطفال تحت سن الثامنة عشر تعيش معهم، وبلغت نسبة الأزواج القاطنين مع بعضهم البعض 52.5% من أصل المجموع الكلي للأسر، ونسبة 12.6% من الأسر كان لديها معيلات من الإناث دون وجود شريك، بينما كانت نسبة 2.6% من الأسر لديها معيلون من الذكور دون وجود شريكة وكانت نسبة 32.4% من غير العائلات. تألفت نسبة 27.1% من أصل جميع الأسر من عدة أفراد يعيشون في نفس المنزل ونسبة 11% كانت تتألف من شخص يعيش بمفرده يبلغ من العمر 65 عاماً أو أكثر. وبلغ متوسط حجم الأسرة المعيشية 2.45، أما متوسط حجم العائلات فبلغ 2.99.
بلغ العمر الوسطي للسكان 27.3 عاماً. وكانت نسبة 23% من القاطنين تحت سن الثامنة عشر، وكانت نسبة 12% بين الثامنة عشر والرابعة والعشرين عاماً، ونسبة 22.2% كانت واقعةً في الفئة العمرية ما بين الخامسة والعشرين والرابعة والأربعين عاماً، ونسبة 17.4% كانت ما بين الخامسة والأربعين والرابعة والستين، ونسبة 12.6% كانت ضمن فئة الخامسة والستين عاماً فما فوق. يوجد لكل 100 أنثى 96.1 ذكر، ويوجد لكل 100 أنثى في الثامنة عشر من عمرها فما فوق 90.1 ذكر.
بلغ متوسط دخل الأسرة في البلدة 22,500 دولارًا، أما متوسط دخل العائلة فبلغ 27,596 دولارًا. وكان متوسط دخل الذكور 24,479 دولارًا مقابل 14,960 دولارًا للإناث. وسجل دخل الفرد الخاص بالبلدة 10,696 دولارًا. وكانت نسبة 20% من العائلات ونسبة 25.3% من السكان تحت خط الفقر، وكان من هؤلاء نسبة 42.4% تحت سن الثامنة عشر ونسبة 19.2% في الخامسة والستين من العمر وما فوق.

### تعداد عام 2010
بلغ عدد سكان وارنر 1,641 نسمة بحسب تعداد عام 2010، وبلغ عدد الأسر 542 أسرة وعدد العائلات 369 عائلة مقيمة في البلدة. في حين سجلت الكثافة السكانية 319.9 نسمة لكل كيلومتر مربع (828.5/ميل2). وبلغ عدد الوحدات السكنية 626 وحدة بمتوسط كثافة قدره 122 لكل كيلومتر مربع (316.0/ميل2).
وتوزع التركيب العرقي للبلدة بنسبة 66.61% من البيض و2.62% من الأمريكيين الأفارقة و21.08% من الأمريكيين الأصليين و0.24% من سكان جزر المحيط الهادئ و0.24% من الأعراق الأخرى و9.20% من عرقين مختلطين أو أكثر و1.77% من الهسبانيون أو اللاتينيون من أي عرق.
بلغ عدد الأسر 542 أسرة كانت نسبة 38% منها لديها أطفال تحت سن الثامنة عشر تعيش معهم، وبلغت نسبة الأزواج القاطنين مع بعضهم البعض 44.5% من أصل المجموع الكلي للأسر، ونسبة 16.6% من الأسر كان لديها معيلات من الإناث دون وجود شريك، بينما كانت نسبة 7% من الأسر لديها معيلون من الذكور دون وجود شريكة وكانت نسبة 31.9% من غير العائلات. تألفت نسبة 26.4% من أصل جميع الأسر من عدة أفراد يعيشون في نفس المنزل ونسبة 10% كانت تتألف من شخص يعيش بمفرده يبلغ من العمر 65 عاماً أو أكثر. وبلغ متوسط حجم الأسرة المعيشية 2.47، أما متوسط حجم العائلات فبلغ 2.97.
بلغ العمر الوسطي للسكان 29.6 عاماً. وكانت نسبة 22.1% من القاطنين تحت سن الثامنة عشر، وكانت نسبة 22.2% بين الثامنة عشر والرابعة والعشرين عاماً، ونسبة 21.9% كانت واقعةً في الفئة العمرية ما بين الخامسة والعشرين والرابعة والأربعين عاماً، ونسبة 19.7% كانت ما بين الخامسة والأربعين والرابعة والستين، ونسبة 14% كانت ضمن فئة الخامسة والستين عاماً فما فوق. وتوزع التركيب الجنسي للسكان بنسبة 51% ذكور و49% إناث.